# Trithemis hartwigi
Trithemis hartwigi är en trollsländeart som beskrevs av Elliot C.G. Pinhey 1970. Trithemis hartwigi ingår i släktet Trithemis och familjen segeltrollsländor. IUCN kategoriserar arten globalt som otillräckligt studerad. Inga underarter finns listade i Catalogue of Life.